# De Havilland DH.103 Hornet
Il de Havilland DH.103 Hornet era un bimotore a pistoni da caccia prodotto dall'azienda britannica de Havilland Aircraft Company dalla metà degli anni quaranta.
Ulteriore evoluzione del precedente DH.98 Mosquito, l'Hornet conservava la particolare tecnica costruttiva del suo predecessore, una struttura completamente lignea, e fu l'ultimo velivolo con motore a pistoni progettato per l'uso militare costruito dall'azienda britannica. Entrato in servizio alla fine della seconda guerra mondiale, equipaggiò le unità da caccia diurne del RAF Fighter Command britannico e successivamente fu utilizzato con successo come caccia intercettore nella Malesia britannica.
Dall'Hornet fu sviluppata una versione imbarcata denominata Sea Hornet, destinata alle portaerei della Royal Navy e utilizzata dalla Fleet Air Arm.

## Storia

### Sviluppo
Il DH.103 Hornet fu progettato su iniziativa privata per proporre un velivolo da combattimento adatto al teatro asiatico della guerra del Pacifico durante le fasi finali della seconda guerra mondiale. A confermare l'interessamento da parte del governo per un simile aereo, nel 1943 l'Air Ministry britannico emise espressamente la specifica F.12/43 per la fornitura di un caccia a lungo raggio.

## Versioni
Hornet F 1
versione monoposto da caccia a medio raggio dotata di cannoni da 20 mm, predisposta per essere equipaggiata con 2 bombe da 1 000 lb (454 kg) o due serbatoi supplementari da 100 Imp gal (455 L) posizionati sotto le ali; prodotta in 60 esemplari.
Hornet PR 2
Versione da fotoricognizione a lungo raggio non armata prodotta in 5 esemplari.
Hornet F 3
versione da caccia a lungo raggio dotata dei serbatoi combustibile del PR 2 e prodotta in 132 esemplari.
Hornet FR 4
versione da fotoricognizione, dotata di armamento e di un apparecchio fotografico montato verticalmente e prodotta in 12 esemplari.
Sea Hornet F 20
versione imbarcata destinata al servizio sulle portaerei della Royal Navy, prodotta in 79 esemplari.
Sea Hornet NF 21
versione caccia notturno imbarcata in forze alla Fleet Air Arm, motorizzata con i Rolls-Royce Merlin 130/131 e prodotta in 72 esemplari.
Sea Hornet PR 22
Versione imbarcata da fotoricognizione prodotta in 23 esemplari.

## Utilizzatori
Australia
- Royal Australian Air Force

un esemplare utilizzato per valutazioni di volo in ambiente tropicale.
 Canada
- Royal Canadian Air Force

un Sea Hornet ex-Royal Navy operò per breve tempo nella RCAF per prove di valutazione e gestito assieme ad un Hawker Sea Fury dalla CEPE Canadian Experimental and Proving Establishment, presso la RCAF Namao, Edmonton, Alberta. Quando fu messo a terra fu acquistato dalla Spartan Air Services, rimanendo operativo fino al malfunzionamento di uno dei due motori, quindi demolito negli anni cinquanta.
 Regno Unito
- Royal Air Force
- Fleet Air Arm